# Posouvající síla
Posouvající síla (hovorově též posouvačka) je vnitřní síla, která působí příčně na průřez. Projevuje se tak, že tlačí část průřezu v jednom směru a druhou část ve směru opačném, a reprezentuje tedy smykové působení na těleso. Bývá označována V (hlavně v normách a novějších publikacích), případně Q (ve starších publikacích – z německého Querkraft).
Podle Schwedlerovy věty je průběh funkce ohybového momentu integrálem průběhu posouvající síly.
| {\displaystyle {\frac {\mathrm {d} M(x)}{\mathrm {d} x}}=V(x)\,.} | \| \| \| \| \| \| \| \| | (1) |
|                                                                   |                         |     |
|                                                                   |                         |     |

Posouvající síla je naopak v rovnováze se zatížením působícím kolmo na střednici prutu (q).
| {\displaystyle {\frac {\mathrm {d} V(x)}{\mathrm {d} x}}=-q(x)\,,} | \| \| \| \| \| \| \| \| | (2) |
|                                                                    |                         |     |
|                                                                    |                         |     |

Posouvající síla ve směru osy z souvisí s momentem kolem osy y a naopak.
| {\displaystyle \int {V_{z}(x)dx}=M_{y}(x)} | \| \| \| \| \| \| \| \| | (3) |
|                                            |                         |     |
|                                            |                         |     |

| {\displaystyle \int {V_{y}(x)dx}=M_{z}(x)} | \| \| \| \| \| \| \| \| | (4) |
|                                            |                         |     |
|                                            |                         |     |

Posouvající síla nabývá nejvyšších hodnot zpravidla nad podporami a v místě působení osamělých břemen.